# USS Enterprise NCC-1701

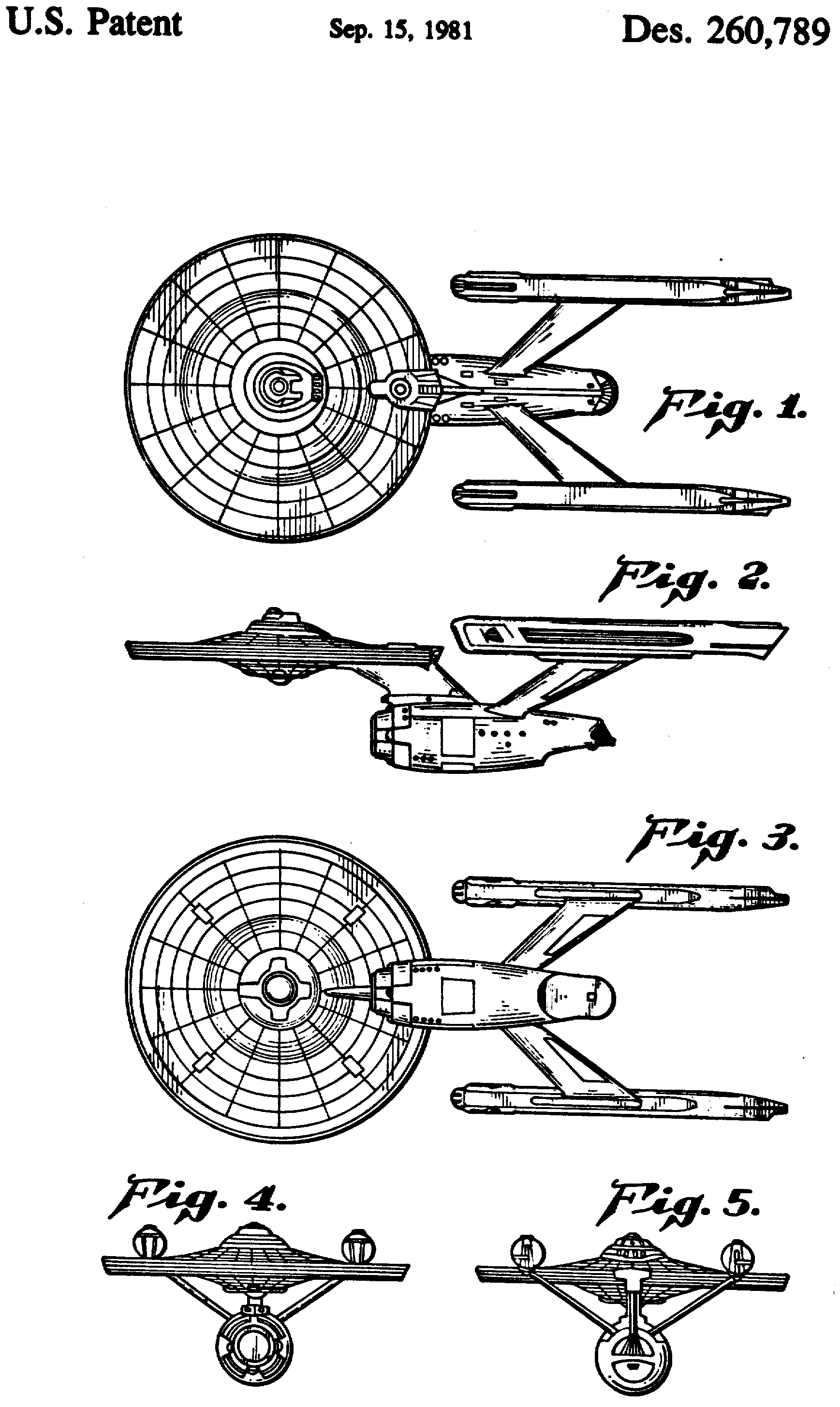
Bouwtekening

De USS Enterprise NCC-1701 was een fictief ruimteschip uit de originele Star Trek-televisieserie en de Star Trek-speelfilms Star Trek: The Motion Picture, The Wrath of Khan en The Search For Spock.
De Enterprise was een kruiser van de Constitution-klasse, gebouwd bij de San Francisco-ruimtewerven en in gebruik genomen in het jaar 2245. De Enterprise stond eerst onder commando van respectievelijk kapitein Robert April en Christopher Pike. In 2264 werd het commando overgenomen door kapitein James T. Kirk. Uiteindelijk werd de USS Enterprise NCC-1701 door Kirk opgeblazen nadat het schip door vijandelijke Klingons was veroverd. In latere films, zoals in de jongste, Star Trek Beyond, is NCC 1701 in een nieuwe gedaante weer terug.

## Indeling
De Enterprise NCC-1701 had 23 dekken
- Dek 1: Commandobrug
- Dek 2-3: Onderzoekslaboratoria
- Dek 4-6: Bemanningsverblijven
- Dek 7: Ziekenboeg, transporter, vergaderruimte, computerkern, impulsmotoren
- Dek 8: Keuken, recreatie, wasserette, luchtverversingsinstallatie
- Dek 9-10: Vrachtruimen
- Dek 11: Fasercontrole
- Dek 12: Inertie dempsystemen, observatieruimte
- Dek 13: Observatieruimte, verbindingssystemen
- Dek 14: Secundaire machinesystemen, watervoorraad
- Dek 15-16: Deuteriumvoorraden
- Dek 17: Bemanningsverblijven
- Dek 18: Energiedistributie-subsysteem
- Dek 19: Machinekamer, shuttleruimte
- Dek 20: Shuttle-onderhoud
- Dek 21: Vrachtruimen, luchtverversingsinstallatie
- Dek 22: Vrachtruimen
- Dek 23: Antimaterievoorraden

## Technische informatie
- Grootste lengte: 289 meter
- Grootste breedte: 132 meter
- Grootste hoogte: 73 meter
- Bemanning: 430
- Voortstuwing nr. 1: Materie/Antimaterie-Warpkern (maximumsnelheid Warp 6)
- Voortstuwing nr. 2: Impulsmotoren (0,5 lichtsnelheid)
- Bewapening nr. 1: 4 Faserbanken met ieder 2 fasers
- Bewapening nr. 2: Fotontorpedos
- Verdediging: Afweerschilden